# Olszewo (powiat mrągowski)
Olszewo (niem. Erlenau, do 1938 r. Olschewen) – wieś w Polsce, położona w województwie warmińsko-mazurskim, w powiecie mrągowskim, w gminie Mikołajki.
W latach 1975–1998 wieś należała administracyjnie do województwa suwalskiego.
W Olszewie znajdują się: szkoła podstawowa wraz z salą gimnastyczną, przystanek autobusowy, sklep spożywczo-przemysłowy oraz remiza strażacka. Dawniej obecna była tutaj również poczta, która została później wykupiona i przerobiona na budynek mieszkalny, a także dworzec kolejowy (ostatecznie rozebrany na początku XXI w.).

## Nazwa
16 lipca 1938 r. w miejsce nazwy Olschewen wprowadzono nazwę Erlenau. 22 sierpnia 1947 r. nadano miejscowości oficjalną polską nazwę Olszewo.

## Integralne części wsi
| SIMC    | Nazwa         | Rodzaj    |
| ------- | ------------- | --------- |
| 0762187 | Długi Grąd    | część wsi |
| 0762193 | Szymonka Mała | część wsi |

## Historia
Miejscowość lokowana w 1540 roku, kiedy to książę Albrecht nadał 5 włók sołeckich Grzegorzowi Mońkowi oraz 50 włók czynszowych na prawie chełmińskich, celem założenia miejscowości Zawady. Nadane grunty znajdowały się między już istniejącymi miejscowościami: Szymonka, Woźnice, Dąbrówka, Górkło oraz puszczą łuknajską. Proponowana nazwa nie przyjęła się. W dokumentach z 1565 r. pojawia się nazwa Olszewo. W tym roku książę Albrecht zapisał plebanowi (Sebastian Czechański) na prawie lennym 8 włók tak zwanej nadwyżki. W rejestrze starostwa ryńskiego w latach 1567–1568 Olszewo wymieniane było jako wieś czynszowa z 2 karczmami i 43 gospodarstwami. W 1662 r. Fryderyk Wilhelm zapisał 2 włoki Janowi Gryguciowi. W 1663 r. miejscowość posiadała 66 włók ziemi. W 1785 r. w Olszewie było 56 domów oraz dwór z 7 domami. W tym czasie Olszewo było miejscowością mieszaną, w części ziemiańską, w części człopską. Szkoła w Olszewie powstała jeszcze przed 1740 rokiem. W 1818 r. uczęszczało do niej 40 uczniów a nauczycielem był Christian Rosiński. W 1838 r. w Olszewie mieszkały 402 osoby w 57 domach.
W czasie I wojny światowej (na przełomie 1914 i 1915 roku) w okolicy Olszewa toczyły się ciężkie walki rosyjsko-niemieckie. Linia frontu przebiegała wzdłuż torów kolejowych linii Mikołajki – Woźnice i dalej przez Olszewo na północ w kierunku Zdunowej Góry, do kanału Kula na przesmyku między jeziorami Boczne i Jagodne. 7 lutego 1915 r. uderzenie niemieckich armii (tak zwana II bitwa mazurska) zmusiło wojska rosyjskie do całkowitego wycofania się z Prus Wschodnich. W 1933 r. w miejscowości mieszkało 605 osób, a w 1939 r. – 609 osób. W 1935 r. szkoła w Olszewie była szkoła 3-klasową ze 105 uczniami.